# Georg Anton Krohg (officer)
 Der er flere personer med dette navn, se Georg Anton Krohg.
Georg Anton Krohg (skrev sig selv Krogh) (født 1. november 1734, død 12. august 1797) var en norsk vejingeniør, yngre broder af Nicolai Frederik Krohg. 
Krohg blev født på Niteberg, hvilken gård han senere overtog. Krohg blev 1757 sekondløjtnant ved 1. søndenfjeldske dragonregiment, premierløjtnant 1758 og kaptajn 1763. 1761-63 tjenstgjorde han i Holsten. 1770 erholdt han oberstløjtnants karakter. I 1767 blev han for to år konstitueret som vejmester søndenfjelds og fik senere bestalling som generalvejmester. Han virkede i dette embede med samme nidkærhed som broderen i det nordenfjeldske, indtil han 1786 trådte af med pension. Efter denne tid levede han på Niteberg indtil sin død. 
Krohg indlagde sig som generalvejmester meget store fortjenester, og det er i en ikke ringe udstrækning at tilskrive ham, at det søndenfjeldske Norge i hin tid efterhånden blev forsynet med mere hensigtsmæssige veje end de, som tidligere havde været i brug. Han er for så vidt en værdig forløber for Peder Anker og danner med ham og sin broder det triumvirat, hvilket æren for at have skabt det norske vejnet tilkommer. I flere henseender arbejdede han under lettere vilkår end broderen; i samtiden regnedes han også for at have et lettere og skarpere hoved end denne. 
Krohg ægtede 29. januar 1776 Maren Hofgaard (1751-1821), datter af købmand Jens Hofgaard i Bragernæs. Han var var far til Christian Krohg, bedstefar til Georg Anton Krohg og oldefar til Christian Krohg.